# Wiesław Pajor

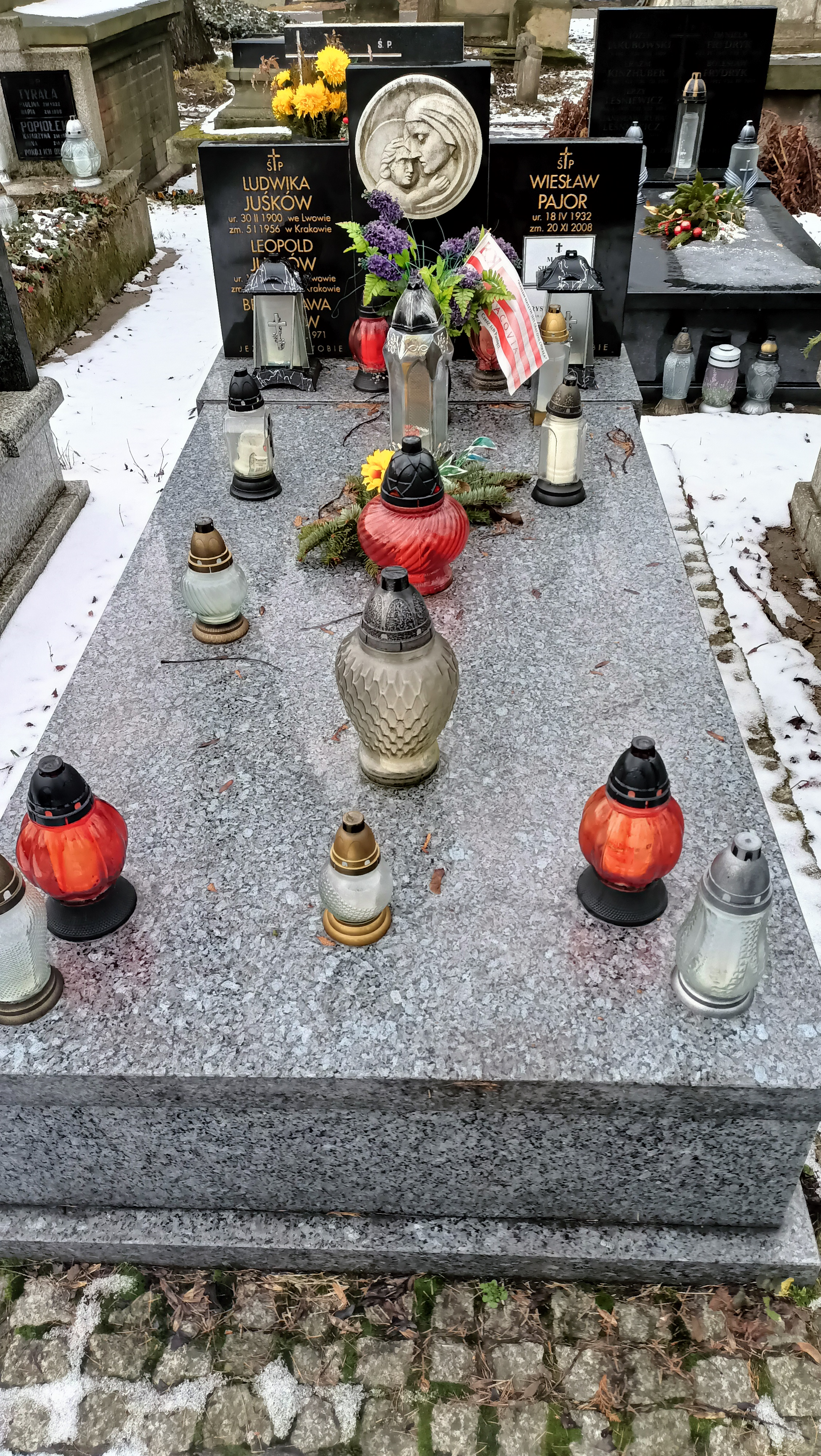
Grób Wiesława Pajora na Cmentarzu Rakowickim w Krakowie

Wiesław Pajor (ur. 18 kwietnia 1932 w Krakowie, zm. 20 listopada 2008 w Krakowie) – polski piłkarz, bramkarz.

## Życiorys
W reprezentacji zagrał tylko raz. 26 września 1954 Polska wygrała z NRD 1:0, a Pajor zagrał kilka minut. Był wychowankiem Cracovii i w jej barwach wystąpił w kadrze, jednak grał także w innych krakowskich klubach - Wawelu i Hutniku.